# Ralf Schumacher
Ralf Schumacher (* 30. června 1975, Hürth-Hermülheim poblíž Kolína nad Rýnem) je německý závodník, bývalý pilot Formule 1, který naposledy závodil za tým Toyota. V současnosti závodí v německém šampionátu cestovních vozů DTM. Je mladším bratrem sedminásobného mistra světa, Michaela Schumachera.

## Kariéra před Formulí 1
Se závoděním začal Ralf ve třech letech na trati v jeho domovském městě, v Kerpenu, která patřila jeho rodičům. Po ziscích druhých míst z národních motokárových šampionátů, přešel Schumacher do výkonnějších strojů, do Německé Formule 3, to bylo v roce 1995. Zde byl celkově druhý, což ale nebyl jeho vrchol sezóny. Vyhrál totiž prestižní pouliční závod v Macau, který v minulosti vyhrál i jeho bratr Michael. Tehdy porazil svého budoucího týmového kolegu, Jarna Trulliho a dva další jezdce F1, Pedro de la Rosu a Norberta Fontanu.
Ralf se poté přesunul na rok 1996 do japonské Formule Nippon, kterou vyhrál a hned na další rok už měl podepsanou smlouvu s týmem Jordan, který působil ve Formuli 1.

## Formule 1

### 1997–1998: Jordan
Ralf Schumacher debutoval v roce 1997 a hned ve třetím závodě vystoupal na stupně vítězů, konkrétně to bylo v Grand Prix Argentiny. I přesto Schumacher nedokončil více než polovinu závodů a sezónu zakončil na 11. místě se ziskem 13 bodů, a byl poražen stájovým kolegou Giancarlem Fisichellou.
Následující rok byly vozy Jordan poháněny motory Mugen-Honda, které byly schopny vítězit a tak Ralf skončil druhý v Grand Prix Belgie, kterou vyhrál jeho týmový kolega a ex-mistr světa, Damon Hill. V dalším závodě dojel Ralf třetí. Počet nedokončených závodů z první poloviny sezóny se ale na Ralfově celkovém umístění projevil, a tak skončil desátý, se ziskem 14 bodů.

### 1999–2004: Williams

#### 1999
Na další roky se Ralf upsal Williamsu a pro budoucnost to byl rozhodně krok správný. Ralf byl třikrát na stupních vítězů a sezónu skončil s 35 body na 6. místě, což se považovalo za veliký úspěch, protože v roce 1999 poháněly vozy Williams zastaralé motory Supertec. Ralf mohl litovat snad jen toho, že jeho nástupce v Jordanu Heinz-Harald Frentzen dvakrát vyhrál a obsadil čtyři místa na stupních vítězů.

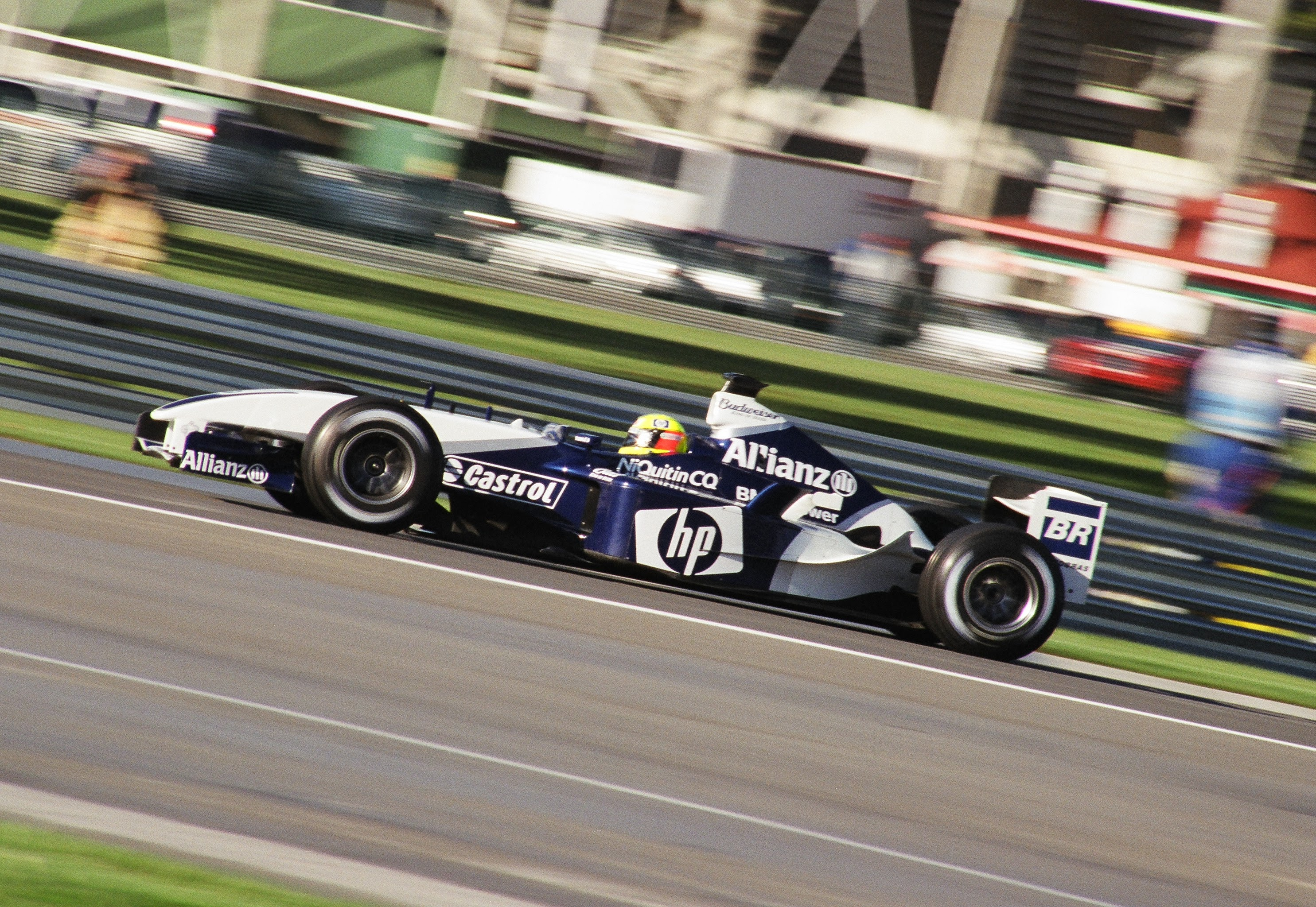
Ralf Schumacher ve voze Williams v průběhu sezóny 2003

#### 2000
Rok 2000 byl pro některé možná zklamáním. Williams podepsal smlouvu s BMW, se kterým už se dalo vyhrávat. Ralf ale stále zatím nevyhrál, a přesto, že ho auto zradilo jen čtyřikrát a přesto, že byl v týmu zkušenějším pilotem, získal jen tři pódiová umístění. S 24 body skončil celkově pátý.

#### 2001
V roce 2001 ale smůlu prolomil a vyhrál hned třikrát, v San Marinu, Kanadě a v Německu. Tato sezóna je jeho nejlepší v kariéře, když získal 49 bodů (což sice není jeho maximum, ale skončil v pořadí nejvýše) a celkově skončil čtvrtý.

#### 2002
Dobrá umístění pokračovala i v sezóně 2002, ale nakonec skončil až za týmovým kolegou, Juanem Pablem Montoyou. Celkově byl tak jako v minulé sezóně čtvrtý ale získal 42 bodů, vyhrál pouze jednou, v Malajsii.

#### 2003
V roce 2003 vyhrál Schumacher Grand Prix Evropy (na Nürburgringu) a Grand Prix Francie, a společně s Montoyou vybojovali pro Williams konečné druhé místo v poháru konstruktérů v letech 2002 a 2003. V této sezóně také získal Ralf nejvíce bodů, 58, i tak to ale stačilo jen na 5. místo.

#### 2004
Sezóna 2004 se Ralfovi vůbec nevyvedla. 20. června 2004 měl Ralf vážnou havárii na okruhu Indianapolis. Při havárii na něj působilo přetížení 78G, což je jedno z nejvíce naměřených přetížení v motorismu. Výsledek bylo veliké otřesení a dvě menší fraktury na páteři. Ralf byl odvezen do blízké nemocnice, kde pobyl čtyři dny, a poté strávil doma měsíc v posteli. Promeškal tak 6 závodů, avšak na poslední 3 se vrátil a obsadil 9. místo, když stačil nasbírat 24 bodů.

### 2005–2007: Toyota

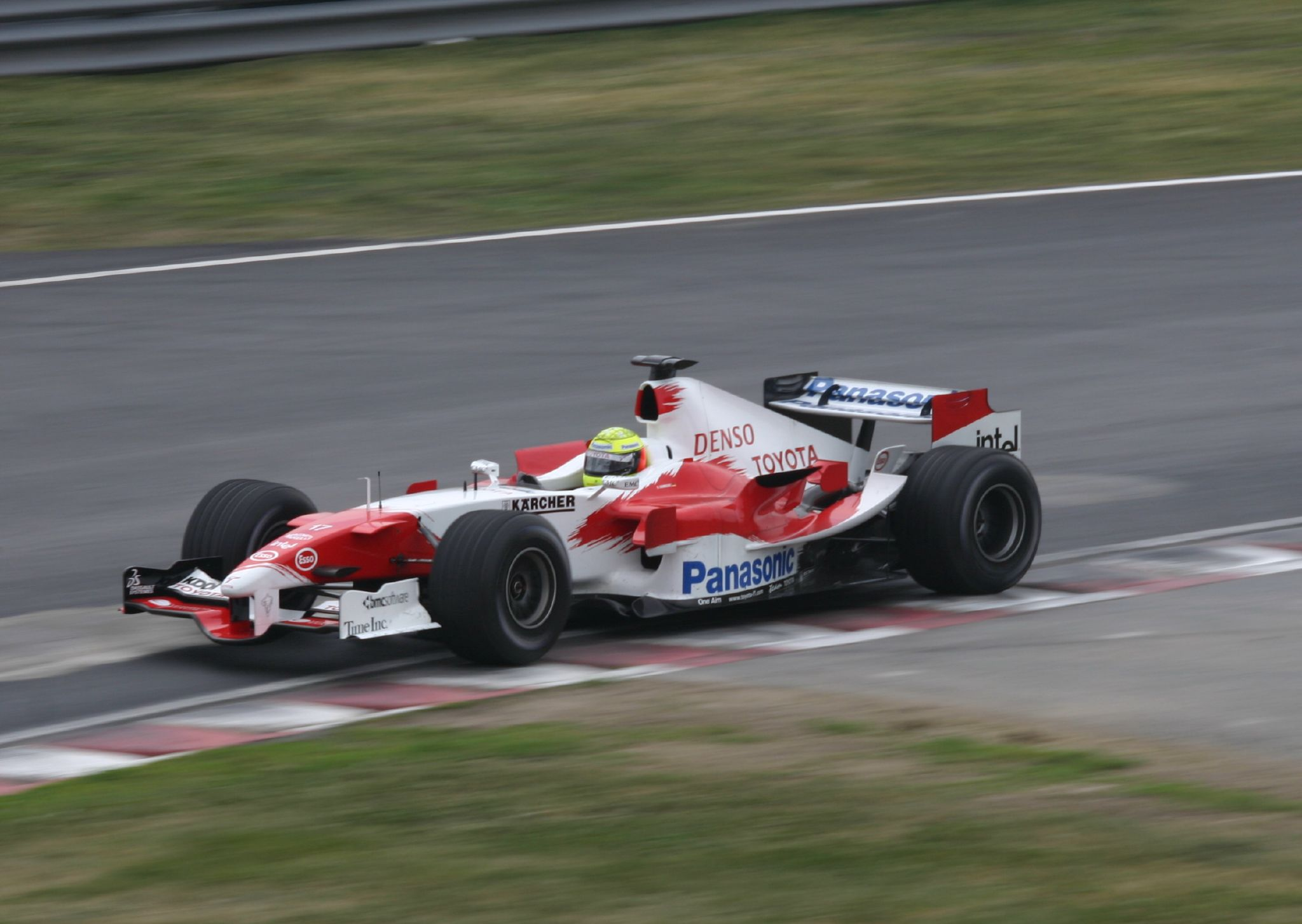
Schumacher při Grand Prix Kanady 2005, ve vozu stáje Toyota. V tomto závodě dojel šestý

#### 2005
Grand Prix USA jakoby byla pro Ralfa prokletá, protože na stejném místě havaroval i v roce 2005, kde tomu výrazně dopomohly pneumatiky a byl to jakýsi začátek fiaska Grand Prix USA 2005. V tom roce už ale Ralf jezdil za Toyotu, jelikož Williams ho propustil kvůli velkým finančním požadavkům. V prvních 12 závodech byl porážen stájovým kolegou, Jarnem Trullim. Své první stupně vítězství v Toyotě vybojoval Ralf v Maďarsku, kde se hnal za druhým místem, které ale nakonec uhájil jeho bratr Michael. Tým Toyota zvolil pro závěrečné 3 závody specifikaci vozu typu B pro vůz TF105. A přineslo to výsledky, Ralf získal v Japonsku pole position a o týden později v Číně skončil třetí. Tato modifikovaná verze vozu pomohla Schumacherovi získat šesté místo v poháru jezdců, a skončil tak 2 body před Trullim, kterému typ B absolutně nesedl.

#### 2006

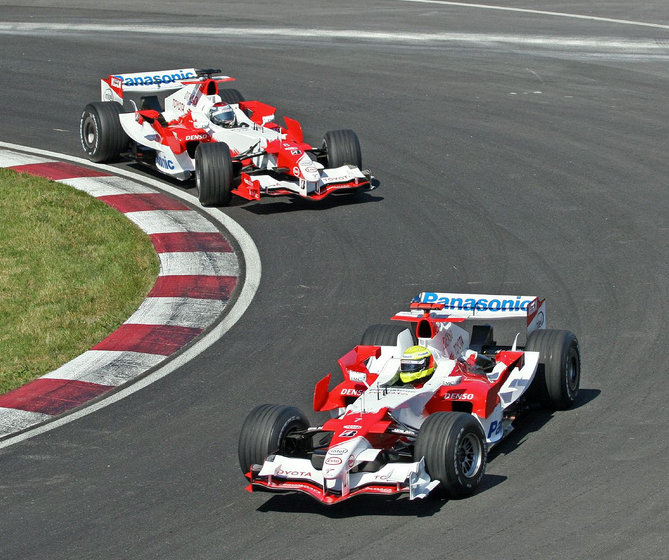
Schumacher před Jarnem Trullim při Grand Prix Kanady 2006

Ralf podepsal s Toyotou i na rok 2006, ale v prvním závodě sezóny byla Toyota hodně vzadu. Malajsie už přinesla Ralfovi osmé místo a třetí závod v Austrálii úspěch, čímž bylo třetí místo. To bylo ale také poslední pódium. V dalších závodech Ralfova Toyota mnohokrát selhala. Čtvrté místo z Grand Prix Francie se dá brát jako velký úspěch. V Maďarsku skončil šestý a v Turecku a Japonsku sedmý. I tak ale porazil svého stájového kolegu Trulliho, na druhou stranu byla sezóna zklamáním pro něj i pro Toyotu, oproti roku 2007 to byla ale sezóna úžasná. Celkově tak Ralf skončil s 20 body na 10. místě.

#### 2007
Ralf Schumacher vybojoval pro Toyotu bod v prvním závodě nové sezóny, v Austrálii. Tam porazil svého stávajícího kolegu Trulliho, který dokončil závod o místo za ním. Poté se ale dařilo spíše Trullimu. Ten skončil v dalších dvou závodech dvakrát sedmý, za to Ralf patnáctý a dvanáctý. A v podobném duchu se odehrávala celá sezóna. V Grand Prix Španělska se Ralf zapletl do kolize s Alexanderem Wurzem, čímž se propadl do hloubi pole. Poté stejně kvůli mechanickým potížím odstoupil. Monako bylo dalším zklamáním, Ralf startoval až z 20. místa a skončil jako šestnáctý, 0,9 sekundy za Trullim. V té době měl Jarno Trulli podepsanou smlouvu s Toyotou až do konce roku 2009, zatímco Ralfovi měla smlouva vypršet na konci sezóny. A Ralfovy výsledky napovídaly tomu, že by si měl hledat místo někde jinde, ovšem on tvrdil že je vše v pořádku a smlouva už je skoro na stole.

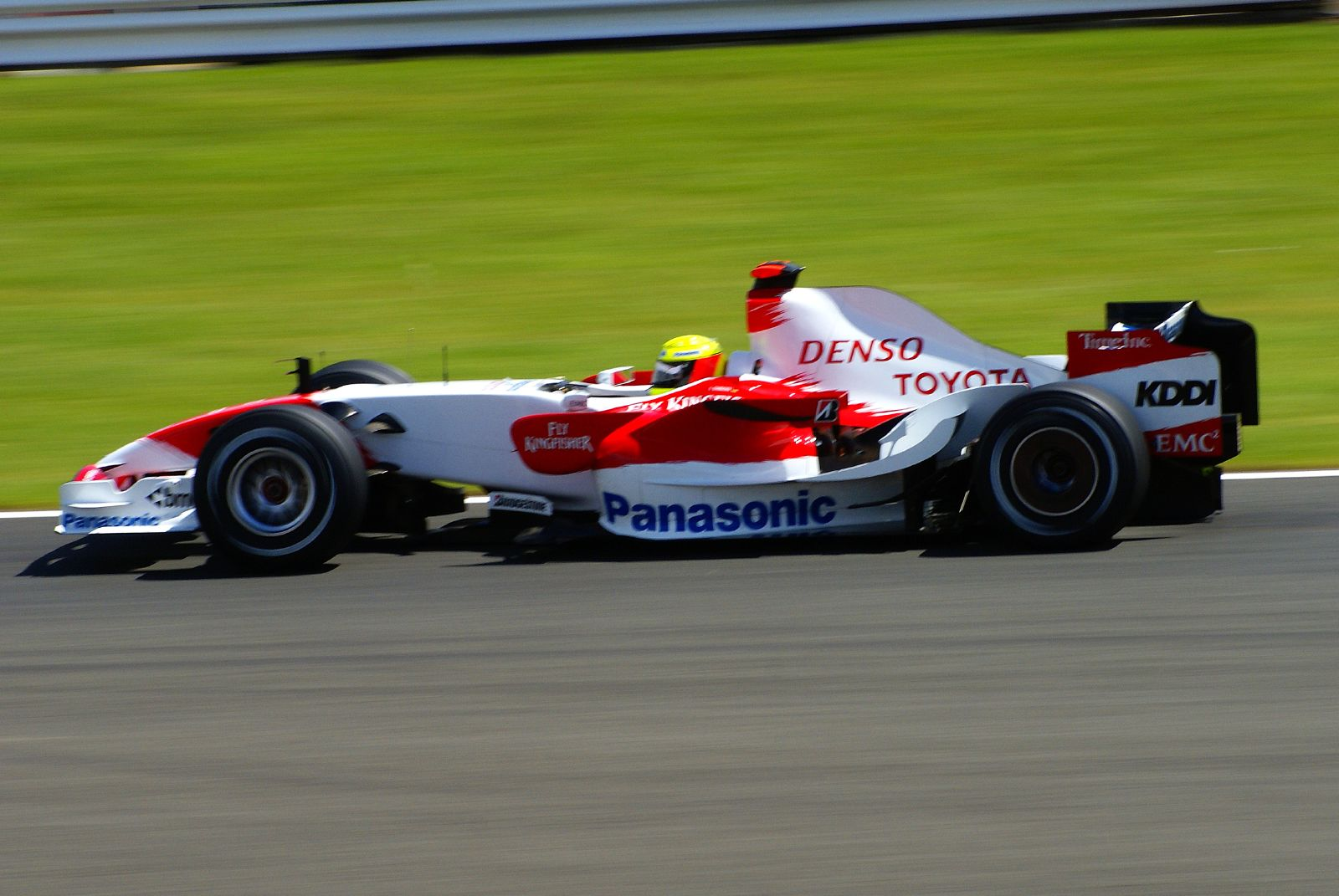
Schumacher ve své třetí sezóně v Toyotě, při Grand Prix Velké Británie 2007

Další bod přišel až v Kanadě, kde se tedy po startu z 18. místa propracoval na 8. místo. A to i přesto, že se v první zatáčce dostal do problémů s Rubensem Barrichellem a Davidem Coulthardem. V dalších závodech, ve Velké Británii a Evropě se Ralf pohyboval v bojích o bodované pozice, ovšem musel odstoupit. Nejdříve kvůli mechanické poruše a poté po kolizi s Nickem Heidfeldem, z týmu BMW Sauber.
Zraky příznivců Ralfa se upíraly k Maďarsku, kde vybojoval v minulosti první pódium pro Toyotu. Startoval z dobrého 5. místa a vypadalo to na konečně slušný závod. Zpočátku se držel Fernanda Alonsa a nakonec se umístil na nejlepší pozici v sezóně, na 6. místě. Že by se Ralf konečně chytil? Kdepak, v Turecku pokazil hned kvalifikaci, když v ní skončil šestnáctý, oproti devátému Trullimu. Nakonec dojel dvanáctý a dokonce před Trullim, ten ale vyjel po boji s Giancarlem Fisichellou mimo trať. Další závody už body nepřinesly a už i Ralf začínal chápat, že jeho dny u Toyoty jsou nadobro sečteny. Sezóna 2007 byla pro Ralfa úplně nejhorší v kariéře.
1. října 2007 prohlásil Ralf, že opouští Toyotu a bude hledat novou výzvu. V té sezóně měl po Kimim Räikkönenovi druhý nejvyšší plat.

## Konec kariéry ve Formuli 1
Před i po Schumacherově oficiálním odchodu z Toyoty, se šířily spekulace o jeho možném spojení s několika týmy Formule 1. Ucházel se o místo u McLarenu, kde bylo volné místo po Fernandu Alonsovi, ale byl odmítnut. Dlouho jednal se svým dlouholetým poradcem a šéfem týmu Toro Rosso, Franzem Tostem o možné angažmá u jeho týmu. Toro Rosso ale prodloužilo smlouvy se Sebastianem Vettelem a Sébastienem Bourdaisem. I přesto si byl Schumacher jistý, že bude v roce 2008 závodit.
Schumacherův definitivní konec byl zpečetěn v prosinci 2007, když se účastnil testováni u týmu Force India a ucházel se o místo po boku Adriana Sutila. Nicméně poté, co byl nejpomalejší ze všech účastníků testu prohlásil, že už nemá zájem závodit pro tento tým a že se tedy v roce 2008 ve Formuli 1 neobjeví. Místo u Force India nakonec získal Giancarlo Fisichella, Schumacherův týmový kolega z debutové sezóny 1997.
Po 2 sezónách mimo Formuli 1 se Schumacherovy zkušenosti ocitly v hledáčku nových týmů US F1, Hispania (HRT F1 Team), Virgin Racing a Lotus Racing pro rok 2010. Všechny nabídky ale Ralf odmítnul.

## DTM
V lednu se Ralf objevil na portugalském okruhu Estoril, kde testoval pro Mercedes DTM. V únoru nakonec Ralf oznámil, že se zúčastní mistrovství vozů DTM v roce 2008 v týmu Trilux AMG Mercedes, s vozem AMG Mercedes-Benz C-Klasse, specifikace pro rok 2007.
NA začátku února testoval Schumacher podruhé vůz Mercedes na okruhu Estoril.
Později prohlásil, že pro Mercedes bude jezdit v roce 2008 v sérii DTM.
Ke svému přestupu do DTM měl Ralf hodně co říct:
"Samozřejmě že vím, že ani média ani diváci mě nepovažují za nejlepšího jezdce všech dob a ani to není mým cílem. Během mých posledních tří let ve Formuli 1 jsem neměl moc úspěchů a znělo to až podivně, když Norbert během našeho rozhovoru zmínil, že jsem nedávno dokázal vyhrát dva závody Formule 1 v rozmezí pouhých 8 dnů. Nicméně, jsem stále ten stejný Ralf jako tenkrát, stejný jezdec, který má zálibu v motorsportu a který chce závodit s nejlepšími."
"Nyní to můžu dělat v DTM, což jsem věděl už od poloviny 90. let kdy jsem byl vycházejícím pilotem ve Formuli Junior a Formuli 3, které se jezdily v rámci programu DTM. Tenkrát jsem snil o ježdění v takových závodech. Mám rád tuto sérii, prostředí, skvělé fanoušky. A mám rád Mercedes - se kterým jsem měl první možnost testovat vůz Formule 1 v roce 1996 a který ví, jak by má kariéra ve Formuli 1 dopadla, když bych přijal nabídku McLarenu Mercedes být jejich testovacím jezdcem pro rok 1997. "
"Ale já jsem chtěl závodit a to je to, co chci dělat i teď, o více než 10 let později. Budu se v DTM učit, budu tvrdě pracovat a snažit se nevnímat, pokud mě budou lidé kritizovat v případě problémů v prvních několika závodech."
Ralf v první sezóně získal 2 bodovaná umístění, když nejlépe dojel na 7. místě v Barceloně a na 8. místě na Nürburgringu. Nováčkovskou sezónu zakončil celkově 14. místem se 3 body a byl druhým nejlepším jezdcem v jen rok staré Mercedes C-Class za Garym Paffettem.
V dalších sezónách jezdil v týmu HWA Team. V roce 2009 skončil se ziskem 9 bodů na 11. místě. O rok později byl až na 14. místě s pouhými 3 body, vybojoval ale pole position na okruhu Nürburgring.
Nejlepší sezónu zažil v roce 2011, kde vybojoval dvě pódiová umístění. Skončil třetí v úvodním závodě na Hockenheimringu a druhý na okruhu Red Bull Ring. Celkově skončil se ziskem 21 bodů na 8. místě.
V sezóně 2012 opět upadl do průměru a se čtyřmi bodovanými umístěními skončil na 17. místě se ziskem 10 bodů.

## Helma
Helma Ralfa Schumachera je podobná té, kterou nosí jeho bratr Michael. Ralfova je žlutá s černým vrškem s hvězdami. Stejně jako Michael změnil Ralf v roce 2000 barvu helmy, když vyměnil černou barvu na vršku helmy za žlutou.

## Osobní život
V říjnu roku 2001 se Ralf oženil s Corou-Caroline Brinkmannovou, bývalou modelkou. Dne 23. října se jim narodil syn David.
Dne 14. července 2024, ve věku 49 let, provedl na sociální síti veřejný coming out, když ukázal svého životního partnera Étienna. Stal se tak dosud druhým veřejně známým gay pilotem F1 po britském jezdci Miku Beuttlerovi, jenž závodil na počátku 70. let 20. století.

## Statistiky ve Formuli 1
| Aktivní roky                     | 1997–2007                  |
| Starty                           | 181                        |
| Vítězství                        | 6                          |
| 2. místa                         | 6                          |
| 3. místa                         | 15                         |
| 4. místa                         | 19                         |
| 5. místa                         | 18                         |
| 6. místa                         | 12                         |
| Průměrné umístění                | 6.24                       |
| Odstoupení                       | 57                         |
| DSQ                              | 1                          |
| DNS                              | 0                          |
| DNQ                              | 0                          |
| Pole position                    | 6                          |
| Průměrné u. v kvalifikaci        | 7.70                       |
| Nejrychlejší kola                | 8                          |
| Průměrné u. za nejrychlejší kolo | 7.86                       |
| Závodů v čele                    | 20                         |
| Kol v čele                       | 390                        |
| Km v čele                        | 1873 km                    |
| Debut                            | Grand Prix Austrálie 1997  |
| První vítězství                  | Grand Prix San Marina 2001 |
| Poslední závod                   | Grand Prix Brazílie 2007   |
| Body                             | 329                        |

## Souhrn kariéry

### Kompletní výsledky ve Formuli 1
| Legenda k tabulce | Legenda k tabulce                                                                       |
| Barva             | Výsledek                                                                                |
| ----------------- | --------------------------------------------------------------------------------------- |
| Zlatá             | Vítěz                                                                                   |
| Stříbrná          | 2. místo                                                                                |
| Bronzová          | 3. místo                                                                                |
| Zelená            | Bodované umístění                                                                       |
| Modrá             | Nebodované umístění                                                                     |
| Modrá             | Dokončil neklasifikován (NC)                                                            |
| Fialová           | Odstoupil (Ret)                                                                         |
| Červená           | Nekvalifikoval se (DNQ)                                                                 |
| Červená           | Nepředkvalifikoval se (DNPQ)                                                            |
| Černá             | Diskvalifikován (DSQ)                                                                   |
| Bílá              | Nestartoval (DNS)                                                                       |
| Bílá              | Závod zrušen (C)                                                                        |
| Světle modrá      | Pouze trénoval (PO)                                                                     |
| Světle modrá      | Páteční testovací jezdec (TD)                                                           |
| Bez barvy         | Netrénoval (DNP)                                                                        |
| Bez barvy         | Vyřazen (EX)                                                                            |
| Bez barvy         | Nepřijel (DNA)                                                                          |
| Bez barvy         | Odvolal účast (WD)                                                                      |
| Bez barvy         | Nezúčastnil se (prázdné)                                                                |
| Označení          | Význam                                                                                  |
| Tučnost           | Pole position                                                                           |
| Kurzíva           | Nejrychlejší kolo                                                                       |
| †                 | Jezdec nedojel do cíle, ale byl klasifikován, protože odjel více než 90 % délky závodu. |
| ‡                 | Byl udělován poloviční počet bodů, protože bylo odjeto méně než 75 % délky závodu.      |
| Horní index       | Umístění bodujících jezdců ve sprintu                                                   |

| Rok  | Tým                                  | Šasi          | Motor                         | 1       | 2       | 3       | 4       | 5       | 6       | 7       | 8       | 9       | 10      | 11      | 12      | 13      | 14     | 15      | 16      | 17      | 18      | 19    | Body | Umístění  |
| ---- | ------------------------------------ | ------------- | ----------------------------- | ------- | ------- | ------- | ------- | ------- | ------- | ------- | ------- | ------- | ------- | ------- | ------- | ------- | ------ | ------- | ------- | ------- | ------- | ----- | ---- | --------- |
| 1997 | Benson & Hedges Total Jordan Peugeot | Jordan 197    | Peugeot A14 3.0 V10           | AUS Ret | BRA Ret | ARG 3   | SMR Ret | MON Ret | ESP Ret | CAN Ret | FRA 6   | GBR 5   | GER 5   | HUN 5   | BEL Ret | ITA Ret | AUT 5  | LUX Ret | JPN 9   | EUR Ret |         |       | 13   | 11. místo |
| 1998 | Benson & Hedges Total Jordan Peugeot | Jordan 198    | Mugen-Honda MF-301 HC 3.0 V10 | AUS Ret | BRA Ret | ARG Ret | SMR 7   | ESP 11  | MON Ret | CAN Ret | FRA 16  | GBR 6   | AUT 5   | GER 6   | HUN 9   | BEL 2   | ITA 3  | LUX Ret | JPN Ret |         |         |       | 14   | 10. místo |
| 1999 | Winfield Williams                    | Williams FW21 | Supertec FB01 3.0 V10         | AUS 3   | BRA 4   | SMR Ret | MON Ret | ESP 5   | CAN 4   | FRA 4   | GBR 3   | AUT Ret | GER 4   | HUN 9   | BEL 5   | ITA 2   | EUR 4  | MAL Ret | JPN 5   |         |         |       | 35   | 6. místo  |
| 2000 | BMW WilliamsF1 Team                  | Williams FW22 | BMW E41 3.0 V10               | AUS 3   | BRA 5   | SMR Ret | GBR 4   | ESP 4   | EUR Ret | MON Ret | CAN 14† | FRA 5   | AUT 14  | GER 7   | HUN 5   | BEL 3   | ITA 3  | USA Ret | JPN Ret | MAL Ret |         |       | 24   | 5. místo  |
| 2001 | BMW WilliamsF1 Team                  | Williams FW23 | BMW P80 3.0 V10               | AUS Ret | MAL 5   | BRA Ret | SMR 1   | ESP Ret | AUT Ret | MON Ret | CAN 1   | EUR 4   | FRA 2   | GBR Ret | GER 1   | HUN 4   | BEL 7  | ITA 3   | USA Ret | JPN 6   |         |       | 49   | 4. místo  |
| 2002 | BMW WilliamsF1 Team                  | Williams FW24 | BMW P82 3.0 V10               | AUS Ret | MAL 1   | BRA 2   | SMR 3   | ESP 11† | AUT 4   | MON 3   | CAN 7   | EUR 4   | GBR 8   | FRA 5   | GER 3   | HUN 3   | BEL 5  | ITA Ret | USA 16  | JPN 11† |         |       | 42   | 4. místo  |
| 2003 | BMW WilliamsF1 Team                  | Williams FW25 | BMW P83 3.0 V10               | AUS 8   | MAL 4   | BRA 7   | SMR 4   | ESP 5   | AUT 6   | MON 4   | CAN 2   | EUR 1   | FRA 1   | GBR 9   | GER Ret | HUN 4   | ITA PO | USA Ret | JPN 12  |         |         |       | 58   | 5. místo  |
| 2004 | BMW WilliamsF1 Team                  | Williams FW26 | BMW P84 3.0 V10               | AUS 4   | MAL Ret | BHR 7   | SMR 7   | ESP 6   | MON 10† | EUR Ret | CAN DSQ | USA Ret | FRA     | GBR     | GER     | HUN     | BEL    | ITA     | CHN Ret | JPN 2   | BRA 5   |       | 24   | 9. místo  |
| 2005 | Panasonic Toyota Racing              | Toyota TF105  | Toyota RVX-05 3.0 V10         | AUS 12  | MAL 5   | BHR 4   | SMR 9   | ESP 4   | MON 6   | EUR Ret | CAN 6   | USA PO  | FRA 7   | GBR 8   | GER 6   | HUN 3   | TUR 12 | ITA 6   | BEL 7   | BRA 8   |         |       | 45   | 6. místo  |
| 2005 | Panasonic Toyota Racing              | Toyota TF105B | Toyota RVX-05 3.0 V10         |         |         |         |         |         |         |         |         |         |         |         |         |         |        |         |         |         | JPN 8   | CHN 3 | 45   | 6. místo  |
| 2006 | Panasonic Toyota Racing              | Toyota TF106  | Toyota RVX-06 2.4 V8          | BHR 14  | MAL 8   | AUS 3   | SMR 9   | EUR Ret | ESP Ret |         |         |         |         |         |         |         |        |         |         |         |         |       | 20   | 10. místo |
| 2006 | Panasonic Toyota Racing              | Toyota TF106B | Toyota RVX-06 2.4 V8          |         |         |         |         |         |         | MON 8   | GBR Ret | CAN Ret | USA Ret | FRA 4   | GER 9   | HUN 6   | TUR 7  | ITA 15  | CHN Ret | JPN 7   | BRA Ret |       | 20   | 10. místo |
| 2007 | Panasonic Toyota Racing              | Toyota TF107  | Toyota RVX-07 2.4 V8          | AUS 8   | MAL 15  | BHR 12  | ESP Ret | MON 16  | CAN 8   | USA Ret | FRA 10  | GBR Ret | EUR Ret | HUN 6   | TUR 12  | ITA 15  | BEL 10 | JPN Ret | CHN Ret | BRA 11  |         |       | 5    | 16. místo |

### Kompletní výsledky v DTM
| Rok  | Tým              | Vůz                        | 1       | 2       | 3       | 4      | 5       | 6       | 7       | 8       | 9        | 10       | 11      | Poz.      | Body |
| ---- | ---------------- | -------------------------- | ------- | ------- | ------- | ------ | ------- | ------- | ------- | ------- | -------- | -------- | ------- | --------- | ---- |
| 2008 | Mücke Motorsport | AMG-Mercedes C-Klasse 2007 | HOC1 14 | OSC 10  | MUG DNF | LAU 13 | NOR 16  | ZAN 12  | NÜR 8   | BRA 15  | CAT 7    | BUG DNF  | HOC2 14 | 14. místo | 3    |
| 2009 | HWA Team         | AMG-Mercedes C-Klasse 2009 | HOC1 9  | LAU 10  | NOR 6   | ZAN 10 | OSC 11  | NÜR 7   | BRH 9   | CAT 13  | DIJ 5    | HOC2 DNF |         | 11. místo | 9    |
| 2010 | HWA Team         | AMG-Mercedes C-Klasse 2009 | HOC1 9  | VAL DNF | LAU 9   | NOR 11 | NÜR 6   | ZAN 9   | BRH DNF | OSC 9   | HOC2 DNF | ADR 12   | SHA 10  | 14. místo | 3    |
| 2011 | HWA Team         | AMG-Mercedes C-Klasse 2009 | HOC1 3  | ZAN 11  | SPL 2   | LAU 12 | NOR 6   | NÜR DNF | BRH 5   | OSC DNF | VAL 13   | HOC2 11  |         | 8. místo  | 21   |
| 2012 | HWA Team         | AMG Mercedes C-Coupé 2012  | HOC1 7  | LAU 10  | BRH 19  | SPL 11 | NOR DNF | NÜR 13  | ZAN 10  | OSC 13  | VAL 14   | HOC2 9   |         | 17. místo | 10   |

### Výsledky v ostatních sériích
| Sezóna | Série                           | Tým                  | Vůz                                 | Závody | Vítězství | Pole Position | Podium | Body | Konečné umístění |
| 1992   | Formule BMW Junior              |                      |                                     |        |           |               |        | 66   | 6. místo         |
| 1993   | Formule BMW Junior              |                      |                                     |        |           |               |        |      | 2. místo         |
| 1994   | Formule 3 Německo               | Opel Team WTS        | Dallara F394-Opel                   | 19     | 1         | 2             | 10     | 158  | 3. místo         |
| 1995   | Formule 3 Německo               | Opel Team WTS        | Dallara F395-Opel                   | 15     | 3         | 2             | 10     | 171  | 2. místo         |
| 1996   | JAF Formula Nippon Championship | X Japan Team Le Mans | Reynard 96D-Mugen Honda             | 10     | 3         | 2             | 4      | 40   | 1. místo         |
|        | All-Japan GT Championship       | ?                    | ?                                   | 6      | 3         | ?             | 3      | 60   | 3. místo         |
| 1997   | FIA GT GT1                      | AMG Mercedes         | AMG Mercedes-Benz CLK-GTR           | 1      |           |               |        | 2    | 29. místo        |
| 2008   | DTM                             | Mücke Motorsport     | AMG Mercedes-Benz C-Klasse (2007)   | 11     | 0         | 0             | 0      | 3    | 14. místo        |
| 2009   | DTM                             | HWA Team             | Trilux AMG Mercedes C-Klasse (2009) | 10     | 0         | 0             | 0      | 9    | 11. místo        |
| 2010   | DTM                             | HWA Team             | Trilux AMG Mercedes C-Klasse (2009) | 2      | 0         | 0             | 0      | 0    | 11. místo*       |

* sezóna v průběhu

## Fakta
- Schumacherův průměrný bodový zisk za závod je 1,8 bodu.
- Schumacherův průměrný bodový zisk za sezónu je 29,9 bodů.
- V roce 2015 si zahrál sám sebe v Kobra_11, v epizodě Das Letzte Rennen